# Sena Miyake

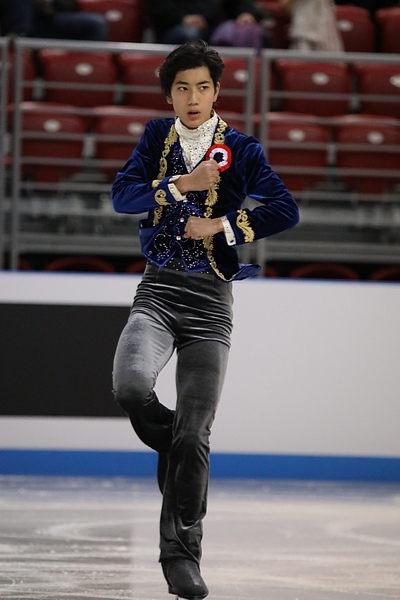
Imagem de Sena Miyake.

Sena Miyake (三宅 星南, Miyake Sena, Yakage, Okayama, 26 de Março de 2002) é um patinador japonês. Ele é o medalhista de prata júnior nacional de 2017–2018 e competiu no segmento final no Campeonato Mundial Júnior de 2018 .

## Vida pessoal
Miyake nasceu em 26 de março de 2002 em Yakage, Okayama, Japão, seu nome é uma homenagem a Ayrton Senna.
Seu ídolo de patinação artística é Daisuke Takahashi.
Ele começou sua temporada ganhando ouro no 2017 Asian Trophy. Sua atribuição de Junior Grand Prix foi JGP Austria, onde terminou em 8º lugar. Ganhou a medalha de prata no campeonato júnior japonês de 2017-18, 11º no nível sênior e foi selecionado para competir no Campeonato Mundial Júnior de Patinação de 2018 em Sofia, Bulgária .